# Strimblad
Strimblad (Calathea zebrina) är en växt inom släktet kalatea och familjen strimbladsväxter. Strimblad har stora, ovala, ljusgröna blad med mörkgröna fläckar. Unga blad är mörkgröna på undersidan men övergår med åldern till purpurfärgade. Ytan på bladen har en sammetslyster. Strimblad kan bli upp till 50 centimeter höga och utvecklas från horisontella jordstammar, rhizom.  
Det vetenskapliga namnet Calathea kommer från det grekiska ordet kalathos och betyder korg. Zebrina betyder med zebraränder. Synonym Maranta zebrina.

## Förekomst
Strimblad kommer ursprungligen från regnskogarna i Brasilien.

## Odling
Strimblad trivs bäst på en mycket ljus plats, och detta för att bladmöstret ska framträda så tydligt som möjligt, men den tål inte direkt sol. Jorden bör hållas fuktig under hela sommarhalvåret, då den inte tål torka. Under vinterhalvåret bör jorden få torka upp mellan vattningarna. Växtnäring kan ges varannan vecka under växtperioden från vårtill höst, men inget tillskott under vintern. För att ge strimbladen en trivsam luftfuktighet, kan den duschas med ljummet, kalkfattigt vatten så ofta som möjligt. Normal rumstemperatur, det vill säga runt 20 °C är en lämplig temperatur för denna växt året om, men allra bäst är det om temperaturen kan sänkas ett par grader under vinterperioden. Omplantering sker vid behov under våren. Strimblad förökas genom delning av plantan på våren, men finns även i växtbutiker året om.